# باربرا بوكسر
باربرا سو ليفي بوكسر(بالإنجليزية: Barbara Boxer)‏ (11 نوفمبر 1940، بروكلين في الولايات المتحدة)، سياسية أمريكية متقاعدة، وعملت كعضوة في مجلس الشيوخ عن ولاية كاليفورنيا من عام 1993 إلى عام 2017. عضوة في الحزب الديمقراطي، وعملت سابقًا في مجلس النواب الأمريكي من عام 1983 إلى عام 1993.
تخرجت بوكسر، المولودة في بروكلين في نيويورك، من مدرسة جورج وينغيت الثانوية وكلية بروكلين. عملت كسمسارة بورصة لعدة سنوات قبل أن تنتقل إلى كاليفورنيا مع زوجها. عملت خلال سبعينيات القرن العشرين كصحفية لصحيفة ذا باسيفيك صن وكمساعدة لممثل الولايات المتحدة جون إل بيرتون. عملت في مجلس المشرفين في مقاطعة مارين لمدة ست سنوات وأصبحت أول رئيسة لمجلس الإدارة. انتُخبت في مجلس النواب الأمريكي في عام 1982، ممثلةً المقاطعة 6 لولاية كاليفورنيا، بشعار «بابرا بوكسر تكترث». عملت في لجنة القوات المسلحة، وشاركت في الإشراف الحكومي، ومررت العديد من إصلاحات نظام المشتريات.
فازت بوكسر في انتخابات عام 1992 لمجلس الشيوخ الأمريكي. ترشحت لولاية ثالثة في عام 2004، وحصلت على 6.96 مليون صوت، وحققت رقمًا قياسيًا لأكبر عدد من الأصوات في تاريخ انتخابات مجلس الشيوخ الأمريكي، حتى تخطت هذا الرقم زميلتها ديان فاينشتاين، عضوة مجلس الشيوخ عن ولاية كاليفورنيا، عندما انتُخبت في عام 2012. كانت بوكسر وفاينشتاين أول امرأتان من أعضاء مجلس الشيوخ الأمريكي تمثلان أي ولاية في نفس الوقت. كانت بوكسر العضوة البارزة في لجنة البيئة والأشغال العامة، ونائب رئيس اللجنة المختارة للأخلاقيات. كانت أيضا نائب الرئيس الديمقراطي «حامل السوط». تعيش بوكسر الآن في كواتشيلا فالي، على الرغم من أنها بدأت مسيرتها السياسية بشكل عام في منطقة خليج سان فرانسيسكو.
كانت بوكسر بحلول تقاعدها قد احتلت المرتبة الحادية عشرة في الأقدمية في مجلس الشيوخ الأمريكي، وكانت أرفع سيناتورة صغيرة منذ تقاعد توم هاركين في يناير عام 2015 حتى تقاعدها بعد ذلك بعامين. كانت أيضًا عميدة وفد الكونجرس في كاليفورنيا، إذ أمضت عشر سنوات كممثلة الولايات المتحدة في المقاطعة 6 لولاية كاليفورنيا قبل انتخابها في مجلس الشيوخ عام 1993.
أعلنت بوكسر في 8 يناير 2015 أنها لا تسعى لإعادة انتخابها في عام 2016. خلفتها النائبة العامة السابقة لكاليفورنيا كامالا هاريس. 

## نشأتها والعائلة
ولدت بوكسر (باربرا سو ليفي قبل الزواج) في بروكلين في نيويورك، وكان والداها صوفي (سيلفرشين، قبل الزواج، التي ولدت في النمسا) وإيرا ليفي، من المهاجرين اليهود. التحقت بالمدارس العامة وتخرجت من مدرسة جورج دبليو وينغيت الثانوية في عام 1958.
تزوجت في عام 1962 من ستيوارت بوكسر، وتخرجت من كلية بروكلين بدرجة البكالوريوس في الاقتصاد. كانت عضوةً في نادي دلتا فاي إبسيلون النسائي أثناء وجودها في الكلية، وكانت رئيسة المشجعين لفريق كرة السلة في كلية بروكلين.
عملت بوكسر كسمسارة للبورصة بعد ذلك بثلاث سنوات، بينما ذهب زوجها إلى كلية الحقوق. انتقل الزوجان في وقت لاحق إلى غرينبراي في مقاطعة مارين في كاليفورنيا، وأنجبا طفلين هما دوغ ونيكول. ترشحت لأول مرة لمنصب سياسي في عام 1972، عندما تحدت بيتر أريغوني الحالي، عضو مجلس المشرفين في مقاطعة مارين، لكنها خسرت انتخابات متقاربة. عملت بوكسر لاحقًا خلال سبعينيات القرن العشرين كصحفية في صحيفة ذا بيسفيك صن وكمساعدة لجون بورتون، ثم عضوةً في الكونغرس. انتُخبت بوكسر في عام 1976 في مجلس المشرفين بمقاطعة مارين، لمدة ست سنوات. كانت أول امرأة ترأس المجلس.
تزوجت ابنتها نيكول من توني رودهام، الأخ الأصغر لهيلاري كلينتون في 28 مايو عام 1994، في حفل أقيم في البيت الأبيض وحضره 250 ضيفًا. (كان هذا أول حفل زفاف في البيت الأبيض منذ أن تزوجت تريشيا نيكسون من إدوارد كوكس في عام 1971). أنجبا طفلًا، زاكاري، في عام 1995 قبل أن يتطلقا. ما يميّز زاكاري أنه حفيد وابن أخت في نفس الوقت لأعضاء حاليين من مجلس الشيوخ الأمريكي.
باعت عائلة بوكسر منزلها في غرينبراي حيث عاشوا لسنوات عديدة في عام 2006، وانتقلوا إلى رانشو ميراج. نُشرت رواية بوكسر الأولى «وقت الهرب» في عام 2005 من قبل دار نشر كرونيكل في سان فرانسيسكو. أُصدرت روايتها الثانية أيضًا عن طريق كرونيكل عام 2009 وكانت بعنوان «الثقة العمياء». 

## روابط خارجية
- باربرا بوكسر على موقع IMDb (الإنجليزية)
- باربرا بوكسر على موقع الموسوعة البريطانية (الإنجليزية)
- باربرا بوكسر على موقع إن إن دي بي (الإنجليزية)
- باربرا بوكسر على موقع ديسكوغز (الإنجليزية)
- باربرا بوكسر على موقع قاعدة بيانات الفيلم (الإنجليزية)